# Neogymnobates marilynae
Neogymnobates marilynae är en kvalsterart som beskrevs av Valerie M. Behan-Pelletier 2000. Neogymnobates marilynae ingår i släktet Neogymnobates och familjen Ceratozetidae. Inga underarter finns listade i Catalogue of Life.